# Graffignano
Graffignano es una comuna italiana situada en la provincia de Viterbo, en Lacio. Tiene una población estimada, a fines de marzo de 2022, de 2103 habitantes.

## Evolución demográfica
| Gráfica de evolución demográfica de Graffignano entre 1861 y 2022 |
|                                                                   |
| Fuente ISTAT - elaboración gráfica de Wikipedia                   |